# توماس فرانكلين فيرفاكس ميلارد
توماس فرانكلين فيرفاكس ميلارد (بالإنجليزية: Thomas Franklin Fairfax Millard)‏ هو محرر وصحفي أمريكي، ولد في 8 يوليو 1868 في ميزوري في الولايات المتحدة، وتوفي في 7 سبتمبر 1942 في سياتل في الولايات المتحدة.